# Photinia schneideriana
Photinia schneideriana är en rosväxtart som beskrevs av Alfred Rehder och Wilson. Photinia schneideriana ingår i släktet Photinia och familjen rosväxter. Utöver nominatformen finns också underarten P. s. parviflora.